# 5330 Senrikyu
5330 Senrikyu (1990 BQ1) là một tiểu hành tinh vành đai chính được phát hiện ngày 21 tháng 1 năm 1990 bởi A. Sugie ở Dynic.